# Centraal BegeleidingsOrgaan
Het Centraal BegeleidingsOrgaan (CBO) was een Nederlands kwaliteitsinstituut voor de gezondheidszorg.

## Geschiedenis
Het CBO is als stichting in 1979 opgericht als begeleidingsorgaan voor intercollegiale toetsing. De toenmalige Landelijke Specialisten Vereniging en de Geneeskundige Vereniging namen het initiatief tot de inrichting van dit semi-overheidorgaan (met geoormerkte basisfinanciering). In 1999 zette het CBO een koerswijziging in en veranderde de naam in Kwaliteitsinstituut voor de gezondheidszorg CBO.  In 2010 ging het CBO over in de 'Besloten Vennootschap CBO' en werd het een dochteronderneming van 'TNO Management Consultants'. In 2015 ging het CBO failliet .

## Doelstelling
Doelstelling bij de oprichting was de verbetering van de kwaliteit van zorg van medici en andere zorgprofessionals door middel van intercollegiale toetsing. Omdat er in die tijd nog geen algemeen aanvaarde normen waren waar men het beleid aan kon toetsen, startte het CBO in 1982 met landelijke richtlijnontwikkeling door middel van consensusteksten. Er zijn inmiddels meer dan 500 medisch specialistische richtlijnen in Nederland. In 1987 volgde het NHG met soortgelijke documenten: NHG-standaarden. Het NHG beschikt over zo’n 100 richtlijnen die zij jaarlijks onderhouden. Vanaf 1999 hield het CBO zich daarnaast bezig met de organisatorische aspecten van kwaliteit van zorg. Ook begeleidde het CBO organisaties bij het systematisch verbeteren van kwaliteitsdimensies als patiëntveiligheid, patiëntgerichtheid en effectieve en doelmatige zorg. Na 2005 is ook de zorggebruiker zelf, de patiënt, een directe partner in het verbeteren van kwaliteit van zorg. Dit gebeurt in nauwe samenwerking met patiëntenorganisaties.
JJE van Everdingen, Pol G, Schouten L, Verhoeven M. Redactie. Almanak; een kwart eeuw CBO.